# Kloster Honau
Das Kloster Honau, auch Abtei Honau, war ein Schottenkloster in Honau, einem Ortsteil von Rheinau im Ortenaukreis in Baden-Württemberg.

## Geschichte
Um das Jahr 720 wurde auf einer Rheininsel bei Rheinau ein Schottenkloster gegründet. Mönche der iroschottischen Mission brachten ihren christlichen Glauben ins Reich der Franken, wo sie unter anderen das Kloster Honau gründeten. Es war dem heiligen Michael geweiht und eine Art Missionszentrale für die Ortenau. Die Namen von einigen der ersten Äbte haben einen durchaus iroschottischen Klang: Duban,  Egidan,  Forgal,  Adalloch und so weiter. Besitz hatte das Kloster unter anderem in Niederschopfheim. Es gehörte zum badischen Teil des Bistums Straßburg („ultra Rhenum“) und war der Gerichtsbarkeit von Renchen (Amt Oberkirch) eingegliedert.
Die ersten Äbte waren zugleich Chorbischöfe, die sehr wahrscheinlich dem eigentlichen Stadtbischof nachgeordnet waren. Ihnen kamen vielleicht gewisse Rechte für das rechtsrheinische Land zu. Noch im 15. Jahrhundert trug ein inzwischen leider verloren gegangenes Kopialbuch des Klosters Honau die Bezeichnung „Bisthumb Honaw“. Es wurde jedoch weiterhin angenommen, dass unter den iroschottischen Wandermönchen sich ebenfalls solche befanden, die bereits in Irland bzw. Schottland die Bischofsweihe empfangen hatten und nun als Klostervorsteher am Rhein zwar die Titulatur eines Abtbischofs erhielten, ohne jedoch einem eigenen Bistum vorzustehen.
Die Namen der fünf Abtbischöfe sind bekannt:
1. Benedikt
2. Tuban
3. Thomas
4. Stephan
5. Surlech

Einer Urkunde aus dem Jahr 722 zufolge machte der erst Abt, Benedikt, den Erzengel Michael zum Patron der Neugründung und überließ dem Kloster Reliquien der heiligen Brigida von Kildare.
Bis 749 sicherten sich die Etichonen den Klosterbesitz.
Einer der Äbte zur Zeit der Regentschaft des Frankenkönigs Karl im 8. Jahrhundert trug den Namen Beatus Es war Beatus von Honau und sein Abbiat dauerte von 774–781. Mit seinen Wanderungen, die ihn nach Mainz, in die Wetterau und in den Vogelsberg führten, folgte Beatus dem Ideal der iroschottischen Mönche: „perigrinare in Christo“ (Pilgern in Christo).
Am 21. Juni 778 schenkte Abt Beatus dem Kloster Honau acht Eigenkirchen in der Wetterau, dem Vogelsberg und in Mainz. Zusammen mit der Schenkung regelte er die Abtnachfolge in seinem Kloster. Im Kloster Honau war es das Recht des Abts, seinen Nachfolger selbst zu bestimmen und ihn vom König bestätigen zu lassen. 884 waren bis auf die Kirchen in Bauernheim und Mainz alle anderen Kirchenschenkungen des Beatus dem Kloster Honau bereits wieder verloren gegangen.
Im Jahr 884 wurden dem Kloster durch Kaiser Karl den Dicken erstmalig die freie Abtwahl zugestanden sowie die Güter in über 40 elsässischen Gemeinden bestätigt. Zuvor hatte sich das Kloster die Abtwahl durch den jeweiligen König bestätigen lassen müssen. Im 11. Jahrhundert wurde das Kloster in ein Chorherrenstift umgewandelt. Allerdings erfuhr das Chorherrenstift wohl einen baldigen Niedergang, denn als der Straßburger Bischof Bernhard von Teck im Jahre 1243 Honau besuchte, wurde er dort mit erheblichen Missständen konfrontiert.
Er ordnete deshalb an, dass die Stiftsherren dem Dekan Gehorsam zu leisten hätten, dass das Tragen von Waffen verboten sei, und dass die Stiftsherren das Konkubinat vermeiden, gut lesen und singen lernen, zur hl. Messe nüchtern an den Altar treten und keinerlei Gewalttätigkeiten ausüben sollen. Im September des Jahres 1290 wurde das Kloster vom Straßburger Bischof Konrad von Lichtenberg aufgrund Bedrohung durch Überschwemmungen des Rheins in das linksrheinische Rheinau verlegt, wo die neuerrichtete Stiftskirche dem hl. Michael, dem Patron des Klosters Honau, geweiht wurde. Im Jahr 1398 erfolgte dann aus demselben Grunde die Verlegung von Rheinau nach Alt St. Peter in Straßburg.
Das Dorf Honau bestand weiter mit den dazugehörenden Rechten auf die Nachbardörfer Albertzheim (Wüstung) und Wanzenau. 1468 trennte der Straßburger Bischof jedoch die beiden Nachbardörfer von Honau ab. Da der Rhein sein Flussbett inzwischen weiter nach Westen verlegt hatte und das Rheintal nun zwischen den genannten Orten verlief, wurde der Kirchenbesuch in Honau für die Nachbardörfler zu mühsam und noch dazu gefährlich.
In Honau selbst blieb von den Klostergebäuden nichts übrig. Lediglich bei niedrigem Wasserstand des Rheins traten in vergangenen Zeiten noch Fundamentreste hervor.

## Schreibung des Klosternamens
Im Laufe der Zeit erscheinen in den überlieferten Handschriften verschiedenartige Schreibungen des Klosternamens.
Um 749 findet sich die Schreibung „Hoinaugia“. Weitere Schreibung sind „Honaugia“ (773), „Hoinowa“ (870), „Honaugia“ (1119), „Honauwia“ (1199) und „Honow“ (1268).